# Pin Ups (groupe)
Pour les articles homonymes, voir Pin Ups.
Pin Ups est un groupe brésilien de rock indépendant, originaire de Santo André, dans l'État de São Paulo Le groupe est considéré comme l'un des initiateurs du mouvement de guitare, un précurseur du rock indépendant brésilien et une influence sur les grands groupes de la scène alternative, tels que Killing Chainsaw, Mickey Junkies et WRY. Leur style musical rappelle la Class of 86 britannique, avec des influences sixties du MC5, des Stooges, mais aussi de Spacemen 3, Loop, My Bloody Valentine et The Jesus and Mary Chain.
Avec sept albums à leur actif, Pin Ups est le groupe alternatif indépendant qui possède l'un des plus gros palmarès phonographique du Brésil. Il a déjà partagé la scène avec des groupes tels que Pixies, Mudhoney et Superchunk, et joue dans deux documentaires sur la scène musicale alternative brésilienne. La formation du groupe comprend Alexandra Briganti (chant, basse), Zé Antonio Algodoal (guitare), Flávio Eduardo Cavichioli (batterie) et Adriano Cintra (guitare). 

## Histoire
En 1993, le groupe sort un album strident à l'effigie de Luiz Gustavo, Scrabby. En 1995, peu après l'enregistrement de Jodie Foster, Luiz quitte le groupe pour se consacrer à sa vie professionnelle ; il ne participe pas non plus à la sortie de l'album. Marco Butcher quitte le groupe par la suite. Alê reprend le chant et Flávio Eduardo Cavichioli et Eliane Testone rejoignent le groupe. Witkin, le seul morceau chanté par Alê sur l'album, laisse présager le changement à venir. L'année suivante, le groupe sort le single Guts en vinyle chez Fishy Records, une chanson qui figurera également sur le très attendu Lee Marvin. La phase bubblegum de Pin Ups commence. 
L'album, sorti en 1997 sur le label Spicy Records de Rafael Crespo, est salué par la presse musicale et même les plus grands détracteurs du groupe s'abandonnent à la qualité sonore et à la maturité du groupe sur leur cinquième album. Les microphones laissent place à des influences de Nada Surf, Elástica et Weezer et les concerts du groupe sont rythmés par la guitare basse d'Eliane.
Après des années sans production et des concerts occasionnels, comme celui de Virada Cultural à São Paulo en 2012, le groupe décide de se réunir pour un dernier concert au Sesc Pompeia choperia, avec Alê Briganti, Zé Antonio et Flávio Cavichiolli. Des musiciens qui collaborent avec le groupe au cours de sa carrière ont été invités, comme Rodrigo Carneiro (Mickey Junkies), Rodrigo « Gozo » Toledo (Killing Chainsaw), Mario « Bross » (Wry) et Adriano Cintra (Thee Butchers' Orchestra/Cansei de Ser Sexy).
En 2018, le groupe retourne en studio pour enregistrer un morceau inédit pour la collection documentaire Guitar Days. Le résultat de l'enregistrement n'est pas au goût du groupe, qui estime que le son rappelle leurs travaux précédents. Le désir de produire quelque chose avec de nouvelles influences demeure. Avec Adriano Cintra dans le groupe, Pin Ups commence à enregistrer son septième album à l'Estúdio Aurora, produit par Adriano lui-même. Long Time No See sort en juin 2019 et est accompagné d'un concert au Sesc Pompeia. Le nouvel album est enregistré avec des invitations spéciales du guitariste Jim Wilbur, de l'ancienne guitariste Eliane Testone, du claviériste Pedro Pelotas (Cachorro Grande), du duo Antiprisma et d'Amanda Buttler (Sky Down) aux chœurs. 

## Discographie

### Albums studio
- 1990 : Time Will Burn (Stiletto)
- 1992 : Gash (Zoyd Discos)
- 1993 : Scrabby? (Devil Discos)
- 1995 : Jodie Foster (Devil Discos)
- 1997 : Lee Marvin (Spicy Records)
- 1999 : Bruce Lee (álbum/EP/live - sHort Records)
- 2019 : Long Time No See (Midsummer Madness/Fleeting Media)

### Cassette audio
- 1997 : Guts (Fishy Records)

## Ouvrages et documentaires
- Cheguei bem a tempo de ver o palco desabar: 50 causos e memórias do rock brasileiro, montre le point de vue du journaliste Ricardo Alexandre sur l'apogée des groupes indépendants dans les années 1990. Publié en 2013 par Arquipélago Editorial[7] ;
- RCKNRLL - Outsiders viciados em música procurando confusão, livre de Yuri Hermuche qui décrit les combats et la confusion des groupes indépendants, dont Pin Ups. Le livre est publié en 2015[8] ;
- Time Will Burn, documentaire réalisé par Marko Panayotis et Otávio Sousa, sorti en 2016[9], qui dépeint les débuts de la scène guitaristique et présente des témoignages des groupes Pin Ups, Second Come, Killing Chainsaw et Mickey Junkies, ainsi que de journalistes tels que Gastão Moreira et Paulo Marchetti[10] ;
- Guitar Days - An Unlikely Story of Brazilian Music, documentaire de Caio Augusto Braga[11], sorti en 2019 et récompensé au festival Premios Latino del Cine y la Música à Marbella, en Espagne, comme meilleur documentaire et meilleure réalisation documentaire, et en Allemagne comme meilleur documentaire au festival Indie Nuts. L'histoire de Pin Ups est imbriquée dans la ligne narrative du documentaire[12] qui se concentre sur le mouvement guitaristique, de la Maria Angelica à sa transformation en indé, avec la scène actuelle[13]. Outre les témoignages des principaux groupes du mouvement, le documentaire présente des interviews de musiciens étrangers ayant influencé la scène, comme Thurston Moore (Sonic Youth), Mark Gardener (Ride) et Stephen Lawrie (The Telescopes), ainsi que le journaliste du NME et du Melody Maker et découvreur du grunge, Everett True.